# Vanské jezero
Vanské jezero (turecky Van Gölü, arménsky Վանա լիճ, Vana lič̣) je slané bezodtoké jezero mezi provinciemi Van a Bitlis ve východním Turecku. Nachází se na Arménské náhorní plošině. Původ kotliny jezera je tektonický, ale kotlina byla uzavřena proudy lávy ze sopek Nemrut a Süphan Dağı na severním a západním břehu. Má rozlohu 3713 km². Je 120 km dlouhé a 80 km široké. Dosahuje maximální hloubky 457 m. Leží v nadmořské výšce 1646 m.

## Vodní režim
Do jezera ústí řeky Bendimahi, Zilan, Karasu, Micinger a nemá žádný odtok. Jezero částečně zmírňuje klima sousedních hor.

## Vlastnosti vody
Slanost vody je 19,1 ‰.

## Lodní doprava
Na jezeře je rozvinutá místní lodní doprava. Od roku 1970 přes jezero funguje trajekt, díky kterému je možné železniční spojení Turecka s Íránem.

## Osídlení pobřeží
Na břehu leží města Van a Tatvan. Obyvatelstvo na pobřeží se živí rybolovem a produkcí soli. Oblast jezera Van má dlouhé kulturní a rovněž náboženské dějiny. Na jezeře se nachází významný a historicky hodnotný arménský kostel Svatého kříže z 10. století vybudovaný na ostrově Akdamar.